# Маданапала
Маданапала — правитель імперії Пала.
За часів його правління напади володарів династії Сена значно зменшили землі Пала у Біхарі. Також правителі Сена завдали поразки Варманам, що зробило Пала єдиною суттєвою владою у Бенгалії, окрім самих Сена.